# 2e cérémonie des Critics' Choice Television Awards
La 2e cérémonie des Critics' Choice Television Awards, décernés par la Broadcast Television Journalists Association, a eu lieu le 18 juin 2012, et a récompensé les programmes télévisés diffusés au cours de la saison 2011-2012.

## Palmarès
Note : le symbole « ♕ » rappelle le gagnant de l'année précédente (si nomination).

### Séries dramatiques

#### Meilleure série dramatique
- Homeland
  - Breaking Bad
  - Downton Abbey
  - The Good Wife
  - Mad Men ♕
  - Le Trône de fer (Game of Thrones)

#### Meilleur acteur dans une série dramatique
- Bryan Cranston pour le rôle de Walter White dans Breaking Bad
  - Kelsey Grammer pour le rôle de Tom Kane dans Boss
  - Jon Hamm pour le rôle de Don Draper dans Mad Men ♕
  - Charlie Hunnam pour le rôle de Jax Teller dans Sons of Anarchy
  - Damian Lewis pour le rôle de Nicholpour le rôle de Brody dans Homeland
  - Timothy Olyphant pour le rôle de Raylan Givens dans Justified

#### Meilleure actrice dans une série dramatique
- Claire Danes pour le rôle de Carrie Mathison dans Homeland
  - Michelle Dockery pour le rôle de Lady Mary Crawley dans Downton Abbey
  - Julianna Margulies pour le rôle d'Alicia Florrick dans The Good Wife ♕
  - Elisabeth Moss pour le rôle de Peggy Olson dans Mad Men
  - Emmy Rossum pour le rôle de Fiona Gallagher dans Shameless
  - Katey Sagal pour le rôle de Gemma Teller Morrow dans Sons of Anarchy

#### Meilleur acteur dans un second rôle dans une série dramatique
- Giancarlo Esposito pour le rôle de Gus Fring dans Breaking Bad
  - Peter Dinklage pour le rôle de Tyrion Lannister dans Le Trône de fer (Game of Thrones)
  - Neal McDonough pour le rôle de Robert Quarles dans Justified
  - John Noble pour le rôle du Dr Walter Bishop dans Fringe ♕
  - Aaron Paul pour le rôle de Jesse Pinkman dans Breaking Bad
  - John Slattery pour le rôle de Roger Sterling dans Mad Men

#### Meilleure actrice dans un second rôle dans une série dramatique
- Christina Hendricks pour le rôle de Joan Harris dans Mad Men ♕
  - Christine Baranski pour le rôle de Diane Lockhart dans The Good Wife
  - Anna Gunn pour le rôle de Skyler White dans Breaking Bad
  - Regina King pour le rôle de l'inspecteur Lydia Adams dans Southland
  - Kelly Macdonald pour le rôle de Margaret Schroeder dans Boardwalk Empire
  - Maggie Siff pour le rôle de Tara Knowles dans Sons of Anarchy

#### Meilleur invité dans une série dramatique
- Lucy Liu pour le rôle de Jessica Tang dans Southland
  - Dylan Baker pour le rôle de Jerry Boorman dans Damages
  - Jere Burns pour le rôle de Wynn Duffy dans Justified
  - Loretta Devine pour le rôle d'Adele Webber dans Grey's Anatomy
  - Carrie Preston pour le rôle d'Elsbeth Tascioni dans The Good Wife
  - Chloe Webb pour le rôle de Monica Gallagher dans Shameless

### Séries comiques

#### Meilleure série comique
- Community
  - The Big Bang Theory
  - Girls
  - Modern Family ♕
  - New Girl
  - Parks and Recreation

#### Meilleur acteur dans une série comique
- Louis C.K.  pour le rôle de Louie dans Louie
  - Don Cheadle pour le rôle de Marty Kaan dans House of Lies
  - Larry David pour son propre rôle dans Larry et son nombril (Curb Your Enthusiasm)
  - Garret Dillahunt  pour le rôle de Burt Chance dans Raising Hope
  - Joel McHale pour le rôle de Jeff Winger dans Community
  - Jim Parsons pour le rôle du Dr Sheldon Cooper dans The Big Bang Theory ♕

#### Meilleure actrice dans une série comique
(ex æquo)
- Zooey Deschanel pour le rôle de Jessica Day dans New Girl
- Amy Poehler pour le rôle de Leslie Knope dans Parks and Recreation
  - Lena Dunham pour le rôle de Hannah Horvath dans Girls
  - Julia Louis-Dreyfus pour le rôle de Selina Meyer dans Veep
  - Martha Plimpton pour le rôle de Virginia Chance dans Raising Hope
  - Ashley Rickards pour le rôle de Jenna Hamilton dans Awkward

#### Meilleur acteur dans un second rôle dans une série comique
- Ty Burrell pour le rôle de Phil Dunphy dans Modern Family
  - Max Greenfield pour le rôle de Schmidt dans New Girl
  - Nick Offerman pour le rôle de Ron Swanson dans Parks and Recreation
  - Danny Pudi pour le rôle de Abed Nadir dans Community
  - Jim Rash pour le rôle de Craig Pelton dans Community
  - Damon Wayans Jr. pour le rôle de Brad Williams dans Happy Endings

#### Meilleure actrice dans un second rôle dans une série comique
- Julie Bowen pour le rôle de Claire Dunphy dans Modern Family
  - Alison Brie pour le rôle de Annie Edison dans Community
  - Cheryl Hines pour le rôle de Dallpour le rôle de Royce dans Suburgatory
  - Gillian Jacobs pour le rôle de Britta Perry dans Community
  - Eden Sher pour le rôle de Sue Heck dans The Middle
  - Casey Wilson pour le rôle de Penny Hartz dans Happy Endings

#### Meilleur invité dans une série comique
- Paul Rudd pour le rôle de Bobby Newport dans Parks and Recreation
  - Becky Ann Baker pour le rôle de Loreen Horvath dans Girls
  - Bobby Cannavale pour le rôle de Lewis dans Modern Family
  - Kathryn Hahn pour le rôle de Jennifer Barkley dans Parks and Recreation
  - Justin Long pour le rôle de Paul Genzlinger dans New Girl
  - Peter Scolari pour le rôle de Tad Horvath dans Girls

### Mini-séries et téléfilms

#### Meilleure mini-série ou meilleur téléfilm
- Sherlock
  - American Horror Story
  - Game Change
  - The Hour
  - Luther
  - Page Eight

#### Meilleur acteur dans une mini-série ou un téléfilm
- Benedict Cumberbatch pour le rôle de Sherlock Holmes dans Sherlock
  - Kevin Costner pour le rôle de Devil Anse Hatfield dans Hatfields and McCoys
  - Idris Elba pour le rôle du DCI John Luther dans Luther
  - Woody Harrelson pour le rôle de Steve Schmidt dans Game Change
  - Bill Nighy pour le rôle de Johnny Worricker dans Page Eight
  - Dominic West pour le rôle de Hector Madden dans The Hour

#### Meilleure actrice dans une mini-série ou un téléfilm
- Julianne Moore pour le rôle de Sarah Palin dans Game Change
  - Gillian Anderson pour le rôle de Miss Havisham dans Great Expectations
  - Patricia Clarkson pour le rôle de Mia dans Five
  - Jessica Lange pour le rôle de Constance Langdon dans American Horror Story
  - Lara Pulver pour le rôle d'Irene Adler dans Sherlock
  - Emily Watson pour le rôle de Janet Leach dans Une femme de confiance

### Autres

#### Meilleure série d'animation
- Archer
  - Adventure Time
  - Bob's Burgers
  - Les Griffin
  - Star Wars: The Clone Wars

#### Nouvelles séries les plus attendues
(ex æquo)
- The Following
- The Mindy Project
- Nashville
- The Newsroom
- Political Animals

#### Meilleure émission de téléréalité
- Anthony Bourdain: No Reservations
  - Hoarders ♕
  - Kitchen Nightmares
  - Pawn Stars
  - Sister Wives : l'histoire d'une famille polygame
  - Undercover Boss

#### Meilleure émission de téléréalité avec compétition
- The Voice
  - The Amazing Race
  - Chopped
  - The Pitch
  - Shark Tank
  - So You Think You Can Dance

#### Meilleur talk-show
- Late Night with Jimmy Fallon
  - Conan
  - The Daily Show with Jon Stewart ♕
  - Jimmy Kimmel Live!
  - The View

#### Meilleur présentateur de téléréalité
(ex æquo)
- Tom Bergeron – Dancing with the Stars
- Cat Deeley – So You Think You Can Dance
  - Nick Cannon – America's Got Talent
  - Phil Keoghan – The Amazing Race
  - RuPaul – RuPaul's Drag Race